# Morski pas mlat
Morski pas mlat (mlat, jaram, lat. Sphyrna zygaena) morski pas je iz porodice čekićarki ili mlatovki (Sphyrnidae).

## Opis
Ovo je druga najveća čekićarka na svijetu, najčešće naraste između 2,5 – 3,5 m duljine, a najveći primjerci su veliki i do 5 metara i 400 kg težine. Lako je prepoznatljiv po svojoj velikoj glavi oblika čekića ili mlata, s kvrgom po sredini glave. Zubi su trokutastog oblika, lagano nazubljeni, a u ustima ih ima između 50 i 58. Tijelo je dugačko, mišićavo, glatko, bez izraženog grebena po sredini leđa. Prva leđna peraja je relativno velika, sa zaobljenim vrhom. Boja mlata varira od smeđe-sive do tamno maslinaste odozgo, a trbuh je svijetao, gotovo bijel. Pojedini primjerci imaju tamnije završetke na prsnim perajama.
Hrani se manjim ribama, ražama i manjim morskom psima, rakovima, školjkama te glavonošcima. Spolnu zrelost dostiže pri duljini od 250 – 300 cm. Mlat je viviparan, a ženka rađa 30 – 40 mladih.

## Rasprostranjenost
Mlat živi u umjerenim i toplim morima, diljem svijeta. Stanovnik je obalnih područja svih oceana, a prisutan je i u Mediteranu. U Jadranu je relativno rijedak. Prebiva u morima na manjim dubinama, najčešće pri samoj površini iako se spušta i do 200 m dubine. Ljeti migrira sjevernije, često u skupinama velikim i više stotina jedinki.

## Ugroženost i zaštita
Mlatovi su meta ulova zbog svoje peraje i nešto rjeđe mesa. U Atlantskom oceanu populacija mlata je drastično smanjena, ali mjere u izlovu i prodaji koje su uvedene dopuštaju spori oporavak. U južnom Tihom oceanu pad populacije je manji, a u Indijskom oceanu populacija je u porastu. Procjena pada globalne populacije kroz zadnje tri generacije (72,3 godine) je u rasponu od 30 do 49 %. U Mediteranu se procjenjuje da je brojčanost ove vrste pala za više od 99 % od ranog 19. stoljeća. Kako nikakve mjere za izlov mlata u Mediteranu nisu uvedene moguće je da ih na nekim lokalitetima više uopće nema pa je na tom području vrsta procjenjena kao kritično ugrožena od strane IUCN-a.

## Mlat u prehrani
Mlat se upotrebljava u prehrani. Načini pripreme su razni, od sušenja, soljenja i upotrebe peraja za juhu. Jedan je od lijekova u tradicionalnoj kineskoj medicini. Postoje izvješća o trovanju prilikom konzumiranja mlata. Najčešće se trovanje javlja nakon konzumiranja jetre, a rijetko nakon konzumiranja mesa mlata. Iako se većina otrovanih potpuno oporavi, ponekad može dovesti i do fatalnog ishoda.

## Poveznice
|  | Zajednički poslužitelj ima još gradiva o temi Mlat |
|  | Wikivrste imaju podatke o taksonu Mlatu            |